# RCW 103
RCW 103, también llamado SNR G332.4-00.4, 2E 3626 y AJG 44, es un resto de supernova situado en la constelación austral de Norma. Fue descubierto en 1957 en un estudio para catalogar regiones H II en el sur de la Vía Láctea.

## Morfología
En rayos X, RCW 103 presenta forma de concha, con una morfología asimétrica y una periferia no circular. Se ha sugerido que dicha asimetría se debe a la interacción de la onda de choque con un medio no homogéneo.
Por otra parte, la emisión de rayos X es más intensa en el área sureste del remanente.
En las regiones de material eyectado existe cierto enriquecimiento en elementos como magnesio, silicio, azufre y hierro; por ejemplo, las abundancias de hierro varían entre 0,8 y 6,8 veces la del Sol.
Asimismo, parece que RCW 103 puede estar interactuando con material molecular en su extremidad sur.
La temperatura del gas en expansión alcanza los 7 000 000 K.

## Remanente estelar
RCW 103 está asociado con el objeto central compacto 1E 161348-5055.  
Aunque desde el principio se ha pensado que este objeto es una estrella de neutrones, su variación regular en brillo de rayos X a lo largo de un período de seis horas y media aproximadamente, implica que su rotación es extremadamente lenta; ello puede ser debido a un mecanismo de desaceleración inexplicable o a que es una estrella de neutrones usual que forma un sistema binario con otra estrella.
No obstante, en 2016 se detectó la liberación de una breve ráfaga de rayos X con fluctuaciones intensas y extremadamente rápidas en una escala de tiempo de milisegundos, comportamiento semejante al de un tipo de estrellas de neutrones llamadas magnetares —objetos exóticos con los campos magnéticos más intensos del universo—. Datos adicionales de los observatorios  Chandra, Swift y XMM-Newton han confirmado que 1E 161348-5055 presenta propiedades análogas a un magnetar, aunque su lenta rotación sigue sin una clara explicación, pues 1E 161348-5055 gira mucho más lentamente que los magnetares más lentos conocidos hasta la fecha. En consecuencia, 1E 161348-5055 es la estrella de neutrones de más lenta rotación jamás detectada.

## Edad y distancia
RCW 103 tiene una edad estimada de 4000 (+300, -800) años, aunque otro estudio le atribuye una edad algo mayor, 4400 años.
Se encuentra a una distancia aproximada de 3000 ± 300 pársecs y tiene un radio de unos 4,5 pársecs.